# Billaea interrupta
Billaea interrupta är en tvåvingeart som först beskrevs av Charles Howard Curran 1929.  Billaea interrupta ingår i släktet Billaea och familjen parasitflugor. Inga underarter finns listade i Catalogue of Life.